# Indus Vallis
L'Indus Vallis è una struttura geologica della superficie di Marte.